# Into Oblivion (Reunion)
Into Oblivion (Reunion) è un singolo dei Funeral for a Friend, pubblicato il 7 maggio 2007 come prima canzone estratta dal terzo album Tales Don't Tell Themselves, uscito nello stesso mese. La versione digitale del singolo è però stata resa disponibile già a partire dal 30 aprile. Ha raggiunto la 16ª posizione nella Official Singles Chart, in cui è rimasto per cinque settimane (divenendo così il singolo che è rimasto per più tempo in classifica della band). La canzone figura anche nella compilation Your History Is Mine: 2002-2009 (2009), in Casually Dressed & Deep in Conversation: Live and in Full at Shepherds Bush Empire (2012) e nel Live from the Roundhouse (2013).
Matt ha sottolineato come al momento della composizione di questo brano, uno degli ultimi scritti per l'album, la band si era ispirata a gruppi quali Dream Theater, Genesis e Rush. L'obiettivo iniziale era quello di fare una canzone lunga venti minuti, ma poi la band non è riuscita ed ha dovuto salvare le parti migliori per formare una canzone da 4 minuti. Il testo racconta del protagonista, il pescatore David, che ritorna finalmente a casa dopo essere stato salvato dal naufragio della sua nave.

## Critica
La critica ha generalmente apprezzato la canzone, evidenziando soprattutto il cambio di stile della band, dall'emo più marcato dei primi dischi allo stile che caratterizza l'intero album, che risente di influssi molto più pop. Il cantato di Matthew Davies-Kreye è stato particolarmente elogiato, anche se è stato evidenziato come la parte musicale non sia particolarmente degna di nota. Anche il testo ha sollevato qualche perplessità, essendo a prima vista più incentrato sulla facilità di memorizzazione che sul contenuto in sé (come richiesto dall'etichetta alla band).

## Video
Il video, pubblicato sul canale YouTube della band già il 5 aprile 2007, è in linea con il concept dell'album, che parla di un pescatore disperso in mare in seguito ad una tempesta. Raffigura la band che suona la canzone in uno studio oscuro, con alle spalle uno schermo nel quale compaiono immagini di una tempesta ed il mare molto mosso. A tratti si può vedere anche una nave in difficoltà in mezzo alle onde. Verso metà canzone, con la tempesta che nello schermo aumenta sempre più di potenza, nello studio irrompe la pioggia, che bagna interamente la band mentre questa continua la sua performance.

## Tracce
CD
1. Into Oblivion (Reunion) (Radio edit) – 3:45
2. Rise and Fall – 3:28

Vinile colorato
1. Into Oblivion (Reunion) – 4:01
2. Out of Reach (Demo)

Picture disc
1. Into Oblivion (Reunion) – 4:01
2. Crash and Burn (Demo)

## Artwork
La copertina del singolo raffigura una cartina geografica del Mare Adriatico e delle terre limitrofe, con il nome della band ed il titolo al centro in un rettangolo. Il colore è integralmente beige, come le vecchie cartine nautiche. Anche qui il richiamo è al tema dell'album.

## Formazione

### Band
- Matthew Davies-Kreye - voce
- Kris Coombs-Roberts - chitarra
- Darran Smith - chitarra
- Ryan Richards - batteria
- Gareth Davies - basso

### Altro personale
- Gil Norton - produzione